# Петров, Анатолий Анатольевич
Анатолий Анатольевич Петров — советский хозяйственный, государственный и политический деятель, Герой Социалистического Труда.

## Биография
Родился 13 июля 1918 года в Киеве. Член КПСС с 1944 года.
Окончил Московский институт цветных металлов и золота (1941).
Участник Великой Отечественной войны, служил в РККА с октября 1942 года, командир стрелкового взвода 32-го гвардейского стрелкового полка 12-й гвардейской стрелковой дивизии 61-й армии (Белорусский, Первый Прибалтийский фронты), гвардии капитан. Был тяжело ранен. Награжден орденом Отечественной войны 1-й степени и медалью «За отвагу». 
В 1945—1986 гг.:
- 1945-1946 заместитель начальника геологоразведочного управления Главзолото Наркомцветмета СССР,
- 1946-1953 заместитель начальника геологоразведочного управления Главспеццветмета МВД СССР,
- 1953-1959 заместитель управляющего трестом и начальник строительства «Якуталмаз»,
- 1959-1971 директор Северного рудоуправления Навоийского горно-металлургического комбината,
- 1971-1985 директор Навоийского горно-металлургического комбината Министерства среднего машиностроения СССР.

Указом Президиума Верховного Совета СССР от 6 января 1970 года присвоено звание Героя Социалистического Труда с вручением ордена Ленина и золотой медали «Серп и Молот».
Избирался депутатом Верховного Совета Узбекской ССР 8-го, 9-го и 10-го созывов.
После переезда в Россию жил в Москве, затем в Феодосии.
Умер 1 февраля 1995 года.

## Награды
Ленинская премия (1980) и Государственная премия СССР (1977, 1984).
Заслуженный строитель Узбекской ССР. 
2 ордена Ленина (06.01.1970, 25.10.1983), орден Октябрьской Революции (25.03.1974), 2 ордена Отечественной войны 1-й степени (05.11.1944, 11.03.1985), орден Трудового Красного Знамени (01.03.1965), медаль «За отвагу» (20.08.1943).
Именем А. А. Петрова названы улицы в городах Навои и Учкудуке.